# Ribozym

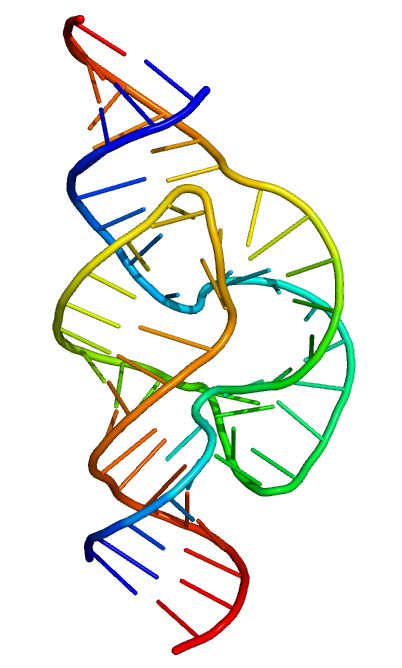
Modell eines Hammerhead-Ribozyms

Ribozyme (von Ribonukleinsäure (RNA) und Enzym) sind katalytisch aktive RNA-Moleküle, die wie Enzyme chemische Reaktionen katalysieren.
Für diese Entdeckung wurden Sidney Altman und Thomas R. Cech 1989 mit dem Nobelpreis für Chemie ausgezeichnet, da man bis zu diesem Zeitpunkt angenommen hatte, dass in der Zelle ausschließlich Proteine katalytische Aktivität besitzen. Weitreichende Auswirkungen hat die Entdeckung der Ribozyme vor allem im Bereich der chemischen Evolution, da sie die Hypothese der RNA-Welt stützt.
Jede Zelle enthält etliche tausend Ribozyme, die sich strukturell unterscheiden und in etwa ein Dutzend Klassen aufgeteilt werden können. So katalysiert z. B. bei Prokaryoten die 23S-rRNA bzw. bei Eukaryoten die 28S-rRNA der Ribosomen die Knüpfung der Peptidbindung bei der Translation (Peptidyltransferase). Auch die Spliceosomen sind Ribozyme, hier katalysiert das enge Netzwerk der snRNAs das Spleißen. Sowohl im Ribosom als auch im Spliceosom gibt es auch Proteine; diese nehmen aber an der eigentlichen Reaktion nicht teil, sondern sorgen lediglich dafür, dass die RNA die richtige Struktur für die Katalyse einnimmt. Daneben gibt es auch Ribozyme, die völlig ohne Proteine auskommen, etwa das Hammerhead-Ribozym, das einige Viren nutzen, um – anschaulich formuliert – ihre RNA auf die richtige Länge zu schneiden, oder das selbstspleißende Intron aus Tetrahymena thermophila, für dessen Entdeckung der o. g. Nobelpreis verliehen wurde. Mehrere Klassen von Ribozymen schneiden sich selbst in die endgültig funktionsfähige Form (self-cleaving).
Im Reagenzglas wurde weiterhin eine ganze Reihe von Ribozymen entwickelt (meist per SELEX), die diverse Reaktionen katalysieren. Der Hauptunterschied zwischen Enzymen und Ribozymen liegt dabei in der geringeren Reaktionsgeschwindigkeit bei Ribozymen, nicht aber in der Vielfalt der katalysierten Reaktionen. Besonders interessant ist die Katalyse einer Diels-Alder-Reaktion, da sie in der sehr frühen Phase der Evolution prinzipiell dazu gedient haben könnte, die Bausteine der RNA zu synthetisieren, sodass sich eine solche RNA selbst hätte replizieren können. Sie würde damit ein wichtiges Zwischenglied zwischen chemischer und biologischer Evolution darstellen.

## DNAzyme
Im Prinzip kann fast jede Nukleinsäure unter geeigneten Bedingungen in eine katalytische Sequenz evolvieren. Insbesondere für die DNA ist dies unter Laborbedingungen gelungen (so genannte Desoxyribozyme, auch DNAzyme). In der Natur wurde dies aber noch nicht beobachtet.